# Créhange
Créhange é uma comuna francesa na região administrativa de Grande Leste. Estende-se por uma área de 10,46 km². Em 2010 a comuna tinha 3 934 habitantes (densidade: 376,1 hab./km²).